# プリニー式噴火

プリニー式噴火の構造図（1：噴煙柱、2：マグマの通り道、3: 火山灰、4：溶岩と灰の層、5 : 地層、6：マグマ溜り）

プリニー式噴火（プリニーしきふんか、英: Plinian eruption）とは、火山の噴火活動の形式の一つである。プリニアン噴火ともいう。

## 概要

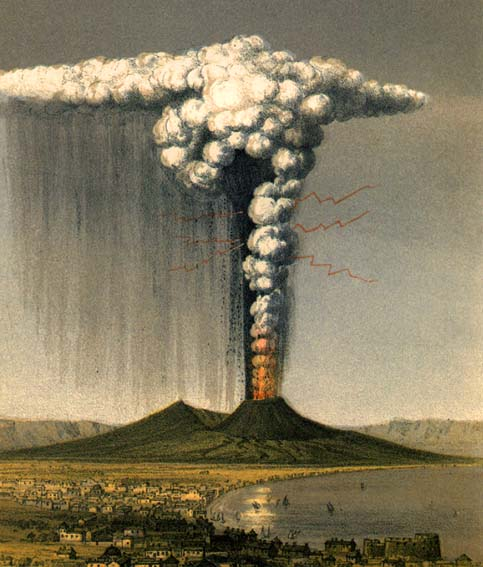
1822年のイタリア半島ヴェスヴィオ山の噴火。ポンペイを埋没させた79年の噴火も同様であったと考えられる。

プリニー式噴火は、様々な火山の噴火形式の中で破局噴火やカルデラ形成に次いで膨大な噴出物やエネルギーを放出する。
地下のマグマ溜まりに蓄えられていたマグマが火道を伝って火口へ押し上げられる際、圧力の減少に伴って発泡し、膨大な量のテフラを噴出する。これら噴石や火山灰、火山ガスを主体として構成された噴煙柱の高さは通常でも10,000m、時には成層圏に達し、50,000m（成層圏界面）を越えて中間圏に達することもある。1日から場合によれば数日、数ヶ月の長きに渡り周囲を暗闇に包む。やがて巨大な噴煙柱は自らの重みに耐え切れずに崩れ落ち、火砕流となって四方八方に流れ下り、時には周囲100kmの距離を瞬時に埋没させる。このような巨大噴火の後には、カルデラが形成される場合もある。
プリニー式噴火は、流紋岩などケイ酸を豊富に含んだ粘り気の多い熔岩質の火山で発生しやすい。粘り気の少ない熔岩の火山で発生することは稀だが、富士山は粘り気の少ない玄武岩質の火山ながら、1707年（宝永4年）に宝永大噴火と呼ばれるプリニー式噴火を発生させている。
巨大な規模のプリニー式噴火は、人類など生物の生活に甚大な影響を及ぼす。歴史上で有名な例が1883年、インドネシアのスンダ海峡で発生したクラカタウの噴火である。この噴火では、火砕流の海中への流入とカルデラ形成で巨大津波が発生し、沿岸で3万人以上が死亡した。また、巨大な噴煙柱の上昇気流に乗って成層圏に達した火山灰は偏西風に乗って大気中に拡散し、世界中で日光を遮る形になる。その結果、地球規模での異常気象を引き起こし、ひいては大凶作や飢饉、政情の不安を招く。日本では1783年8月6日（天明3年7月6日）に発生した浅間山噴火が数年来続いていた天候不順を加速させて天明の大飢饉を引き起こし、老中の田沼意次を失脚に追い込んだ。1815年のインドネシア・スンバワ島のタンボラ山の噴火では火砕流とカルデラ形成に巻き込まれた1万人が死亡し、その後の飢餓や疫病で8万2000人が死亡した。さらにその後、数年に渡って北米やヨーロッパでは異常な冷夏が続き、俗に「夏のない年」とも称されている。

## 小プリニウスの手紙

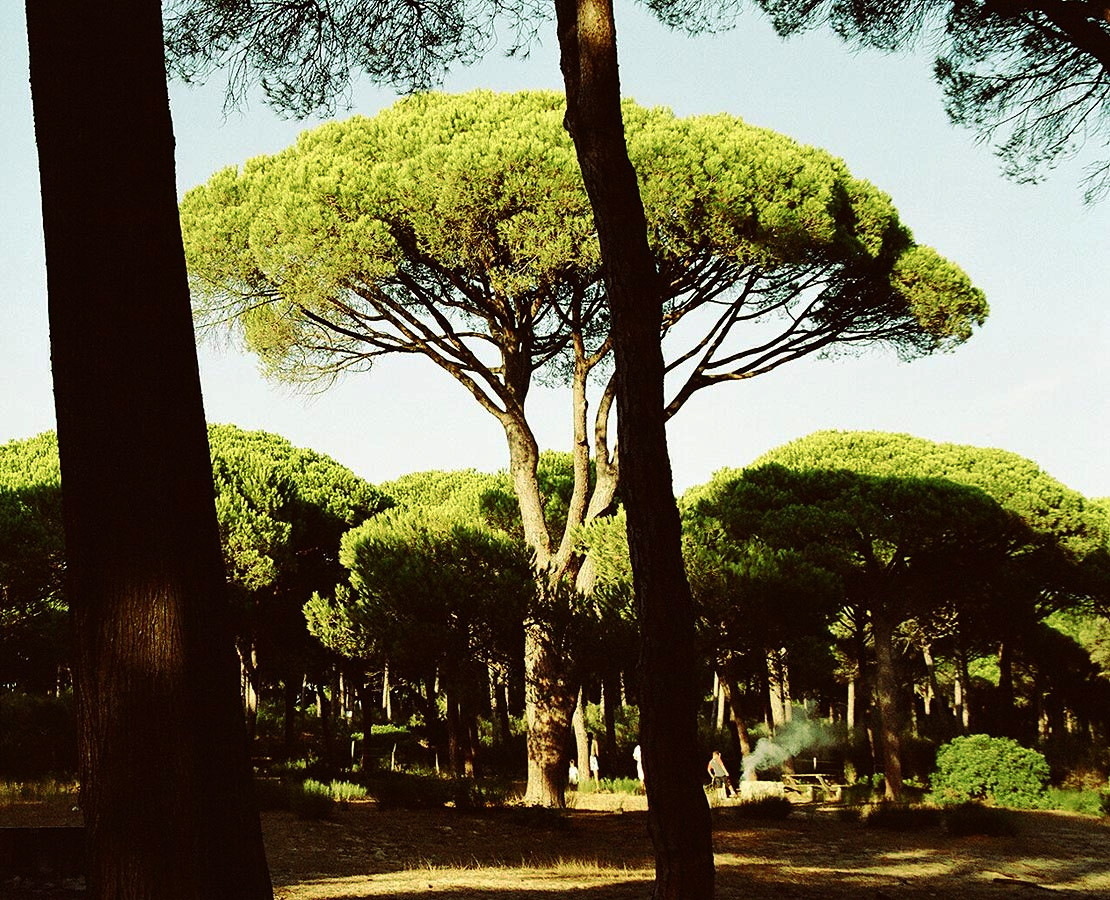
イタリアカサマツ。小プリニウスはヴェスヴィオ火山の噴煙をこの木の形にたとえた。

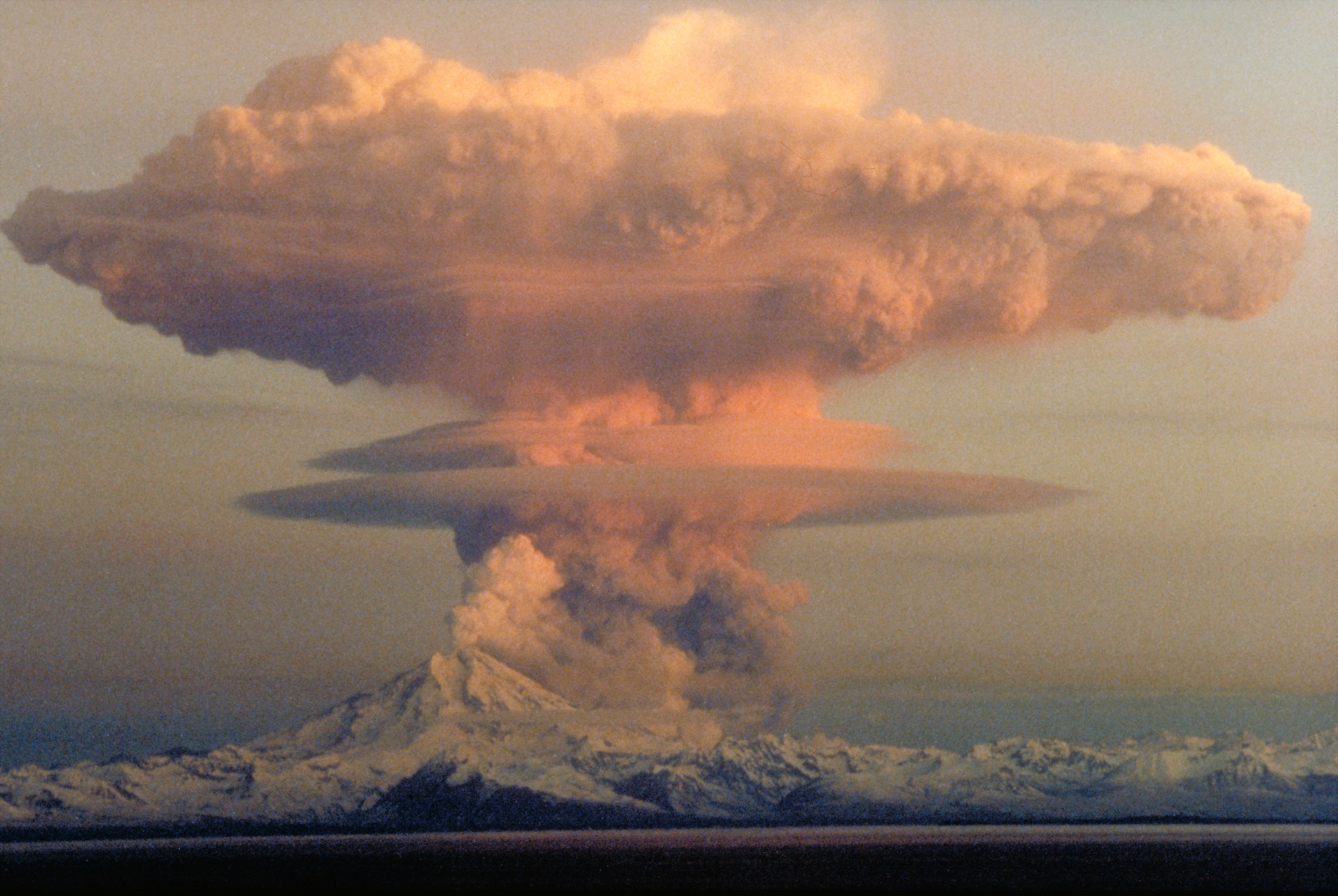
アラスカ州・リダウト山 の1990年4月21日の噴火。

「プリニー式噴火」の名は、古代ローマの博物学者ガイウス・プリニウス・セクンドゥス（大プリニウス）に由来する。西暦79年、ポンペイの街を埋没させたヴェスヴィオ火山の噴火に遭遇した大プリニウスは、知人の救助をする傍らで噴火活動の調査をしていたが、火山ガスや火山灰に巻き込まれ呼吸困難に陥って死亡した。その有様は彼の甥・ガイウス・プリニウス・カエキリウス・セクンドゥス（小プリニウス）が書き綴った書簡に克明に記されて後世に伝えられ、それにちなんでこの噴火形式に「プリニー式噴火」の名が与えられた。
伯父の死後、小プリニウスがローマ帝国の歴史家・タキトゥスに当てた手紙：
その折、ナポリ湾北岸のミセヌムにいた大プリニウスはガレー船を用意し、知人を救助するため海路でスタビアエの街に至った。しかし立ち込めるスコリアで周囲が暗闇に包まれる中、火山ガスや火山灰を吸い込んで窒息し、2日後に遺体となって発見されている。

## ウルトラプリニー式噴火
アメリカ合衆国のスミソニアン博物館は、火山爆発指数のうち6から8クラスまでを「ウルトラプリニー式噴火」 "Ultra Plinian" と呼んでいる。このクラスの噴火では火山灰を上空25 km (16 mi)の高さに噴き上げ、噴出物の総量は10 km3 (2 cu mi) から1,000 km3 (200 cu mi)に及ぶ。このようなウルトラプリニー式噴火の例として上げられるのが、古代人類の大半を死に追いやったインドネシア・トバ湖のカルデラ噴火（トバ・カタストロフ理論）、1815年のタンボラ山噴火、1883年のクラカタウの噴火である。

## 噴火例
- 約76万年前 アメリカ合衆国のロングバレーカルデラ（英語版）
- 紀元前4860年頃 アメリカ合衆国・クレーターレイク国立公園のマザマ山（英語版）
- 紀元前1645年 ギリシャ・サントリーニ島（この噴火によるクレタ文明の崩壊が、『アトランティス伝説』のモチーフになったとも考えられている）
- 79年 イタリアのヴェスヴィオ山（ポンペイの埋没）
- 915年（延喜15年）東北地方の十和田湖カルデラ（この噴火と泥流災害が『三湖伝説』のモチーフになったとも考えられている）
- 946年　朝鮮北部(当時は渤海国の統治下)の白頭山
- 1667年（寛文7年）及び1739年（元文4年）北海道の樽前山
- 1707年（宝永4年）静岡県と山梨県に跨る富士山。この噴火は宝永大噴火とよばれる。
- 1783年 (天明3年) 群馬県と長野県に跨る浅間山(天明大噴火)
- 1815年 インドネシア・スンバワ島のタンボラ山
- 1883年 インドネシアのクラカタウ（1883年のクラカタウの噴火）
- 1912年 アラスカのノバルプタ
- 1914年（大正3年）鹿児島県の桜島(大正大噴火)
- 1929年（昭和4年）北海道の北海道駒ヶ岳
- 1977年（昭和52年）北海道の有珠山
- 1980年 アメリカ合衆国のセント・ヘレンズ山
- 1991年 フィリピン・ルソン島のピナトゥボ山
- 2009年 千島列島・マトゥア島（松輪島）のサリチェフ山（芙蓉山）
- 2010年 アイスランドのエイヤフィヤトラヨークトル山
- 2021年  (令和3年)  東京都の福徳岡ノ場
- 2022年 トンガ王国のフンガ・トンガ(2022年のフンガ・トンガ噴火)